# Amber Anning
Amber Anning (ur. 18 listopada 2000 w Londynie) – brytyjska lekkoatletka, sprinterka.
Specjalizuje się w biegu na 400 metrów. Zdobyła srebrny medal w sztafecie 4 × 400 metrów (w składzie: Laviai Nielsen, Zoey Clark, Anning i Eilidh Doyle) na halowych mistrzostwach Europy w 2019 w Glasgow, a w biegu na 400 metrów odpadła w eliminacjach.
Zwyciężyła w sztafecie 4 × 400 metrów (w składzie: Natasha Harrison, Isabelle Boffey, Louise Evans i Anning) oraz zdobyła srebrny medal w biegu na 400 metrów na mistrzostwach Europy juniorów w 2019 w Borås.
Zdobyła halowe wicemistrzostwo Wielkiej Brytanii w biegu na 400 metrów w 2019, a także mistrzostwo swego kraju juniorów na otwartym stadionie w tym samym roku.
Rekordy życiowe Anning:
- bieg na 400 metrów – 49,29 (9 sierpnia 2024, Paryż) – rekord Wielkiej Brytanii
- bieg na 400 metrów (hala) – 50,43 (24 lutego 2024, Fayetteville)

3 sierpnia 2024 w Paryżu brytyjska sztafeta mieszana 4 × 400 metrów z Anning na ostatniej zmianie wynikiem 3:08,01 ustanowiła aktualny rekord kraju w tej konkurencji.
9 marca 2025 w Apeldoorn brytyjska sztafeta 4 × 400 metrów z Anning na ostatniej zmianie wynikiem 3:24,89 ustanowiła aktualny halowy rekord kraju w tej konkurencji.